# Департамент Аляска
Департамент Аляска — найменування придбаної у Російської імперії більшої частини території російських володінь в Північній Америці в результаті Купівлі-продажу Аляски. Це величезна територія на північному заході цього материка. Був утворений 18 жовтня 1867 р.
Протягом епохи департаменту Аляска перебувала під юрисдикцією армії США (до 1877 року), Міністерства фінансів США (з 1877 до 1879 року) та ВМС США (з 1879 по 1884). Існував до 17 травня 1884 р. Коли ця територія стала округом Аляска.